# Pante Seuleumak
Pante Seuleumak is een bestuurslaag in het regentschap Aceh Utara van de provincie Atjeh, Indonesië. Pante Seuleumak telt 151 inwoners (volkstelling 2010).